# Rudolf Křesťan
Rudolf Křesťan (Praga, 14 marzo 1943) è uno scrittore ceco.
Ha scritto 16 libri, stampati in più di 250 000 copie.

## Biografia
Křesťan ha trascorso la sua infanzia in Stará Role, vicino a Karlovy Vary. Dal 1960 al 1966 ha studiato presso l'Institut osvěty un novinářství (Facoltà di Giornalismo) dell'Università Carolina di Praga. 
Dal 1964 al 1993 ha lavorato come redattore nella rivista Mladý Svet. Dopo di che, è stato impegnata nella Televize Týdeník. Dal 2003, lavora come scrittore freelance. Durante la sua carriera, ha collaborato sia con la televisione che la radio ceca .

## Opere
Křesťan è noto principalmente come scrittore di feuilleton: ha infatti scritto più di 1 000 romanzi d'appendice.
- Kos a kosínus (1969)
- Budeš v novinách (1976)
- Myš v 11. patře (1980)
- Slepičí krok (1986)
- Kočky v patách (1990)
- Co láká poškoláka (1991)
- Jak se do lesa volá (1992)
- Jak jsem si užil (1995)
- Pozor, hodný pes! (1997)
- Nebuď labuť! (1999)
- Výlov mého rybníka (2000)
- Podkovaná blecha (2002)
- Kachna v bazénu (2004)
- Tandem aneb po dvou ve dvou (2006)
- Jsem z toho jelen (2008)
- Co jsem si nadrobil aneb Sypání ptáčkům (2010)